# Thyreocephalus ater
Thyreocephalus ater – gatunek chrząszcza z rodziny kusakowatych i podrodziny kusaków.
Gatunek ten opisany został po raz pierwszy w 1835 roku przez François-Louisa Laporte’a pod nazwą Eulissus ater. Jako lokalizację typową wskazano Senegal. Do rodzaju Thyreocephalus przeniesiony został w 1952 roku przez Malcolma Camerona. W obrębie tegoż rodzaju tworzy wraz z T. alluaudi i T. meridionalis podgrupę gatunków ater w grupie „a”.
Chrząszcz o wydłużonym, przysadzistym ciele długości od 20 do 22 mm, ubarwionym błyszcząco czarno. Głowa jest delikatnie mikropunktowana, zaopatrzona w dwie pary chetoporów zaocznych umieszczonych we wspólnym wgłębieniu, pozbawiona punktów na dysku oraz punktów ocznych wewnętrznych. Warga górna ma formę płatowatą. Na spodzie głowy widoczny jest delikatny ząbek. Powierzchnia przedplecza jest mikropunktowana. Tak długie jak przedplecze, ale węższe od niego pokrywy mają prawie prostokątny zarys oraz punktowanie ułożone w trzy szeregi na każdej: przyszwowy, środkowy i boczny. Oskórek odwłoka żłobią bardzo delikatne, poprzeczne mikrorowki oraz gęste i głębokie, wyraźne punkty. Genitalia samca mają duży i wąski edeagus z symetrycznymi paramerami, krótkim płatem środkowym oraz taśmowatym woreczkiem wewnętrznym o powierzchni pokrytej małymi, rozproszonymi łuskami.
Owad afrotropikalny, znany z Senegalu, Gwinei, Sierra Leone, Liberii, Wybrzeża Kości Słoniowej, Ghany, Togo, Czadu, Nigerii, Kamerunu, Gabonu, Republiki Środkowoafrykańskiej, Erytrei, Etiopii, Konga, Ugandy, Kenii, Tanzanii i Malawi.